# Besmeurd monument
Besmeurd monument is een hoorspel van Dick Dreux. De AVRO zond het uit op donderdag 14 mei 1970. De regisseur was Dick van Putten. De uitzending duurde 63 minuten.

## Rolbezetting
- Peter Aryans (Jan Bijlsma)
- Eva Janssen (z’n vrouw Truus)
- Willy Ruys (de burgemeester)
- Huib Orizand, Frans Somers & Jos van Turenhout (de raadsleden Binsdijk, Gommaar & Witteveen)
- Jaap Hoogstraten, Hans Karsenbarg & Corry van der Linden (Ruud, Kees & Wiesje)
- Wim van den Heuvel (een T.V.-presentator)
- Frans Vasen (een T.V.-journalist)

## Inhoud
Op de plek waar destijds de eerste Canadese tank stopte om een van hun gesneuvelden voorlopig te begraven staat een gedenkzuil. Het is een gedenkteken waar voor velen een diepe gevoelswaarde aan vastzit. Op die plaats, zou je kunnen zeggen, begon de bevrijding. De kwestie is thans: moet het monument blijven staan op de plaats waar het nu staat? Een kwestie die door de gemeenteraad zal moeten worden opgelost. Er zijn plannen om een fietsenstalling bij het zwembad te laten bouwen, maar de gedenkzuil dan dan een paar honderd meter moeten worden verplaatst. Een mooie plaats, midden in een plantsoentje, is ter beschikking. Als het monument blijft staan. kost dat de gemeente achtduizend gulden meer dan de kostenberekening aangeeft. Honderd meter wegaanleg meer of minder is vandaag de dag het bekijken waard.